# ヤドゥ（詩）
1. 転送 ヤドゥ (詩)